# Ли Джуён (певица)
Ли Джуён (кор. 이주연, кит. 李周姸; род. 19 марта 1987, ранее известная мононимно как Джуён) — южнокорейская актриса и певица. Наиболее популярна как бывшая участница гёрл-группы After School (2009—2015).
Как актриса известна ролями в дорамах «Улыбайся снова» (2010), «Ответ в 1994» (2013) и «Дьявольское очарование» (2018).

## Жизнь и карьера

### 1987—2008: Ранние годы, образование и начинания в карьере

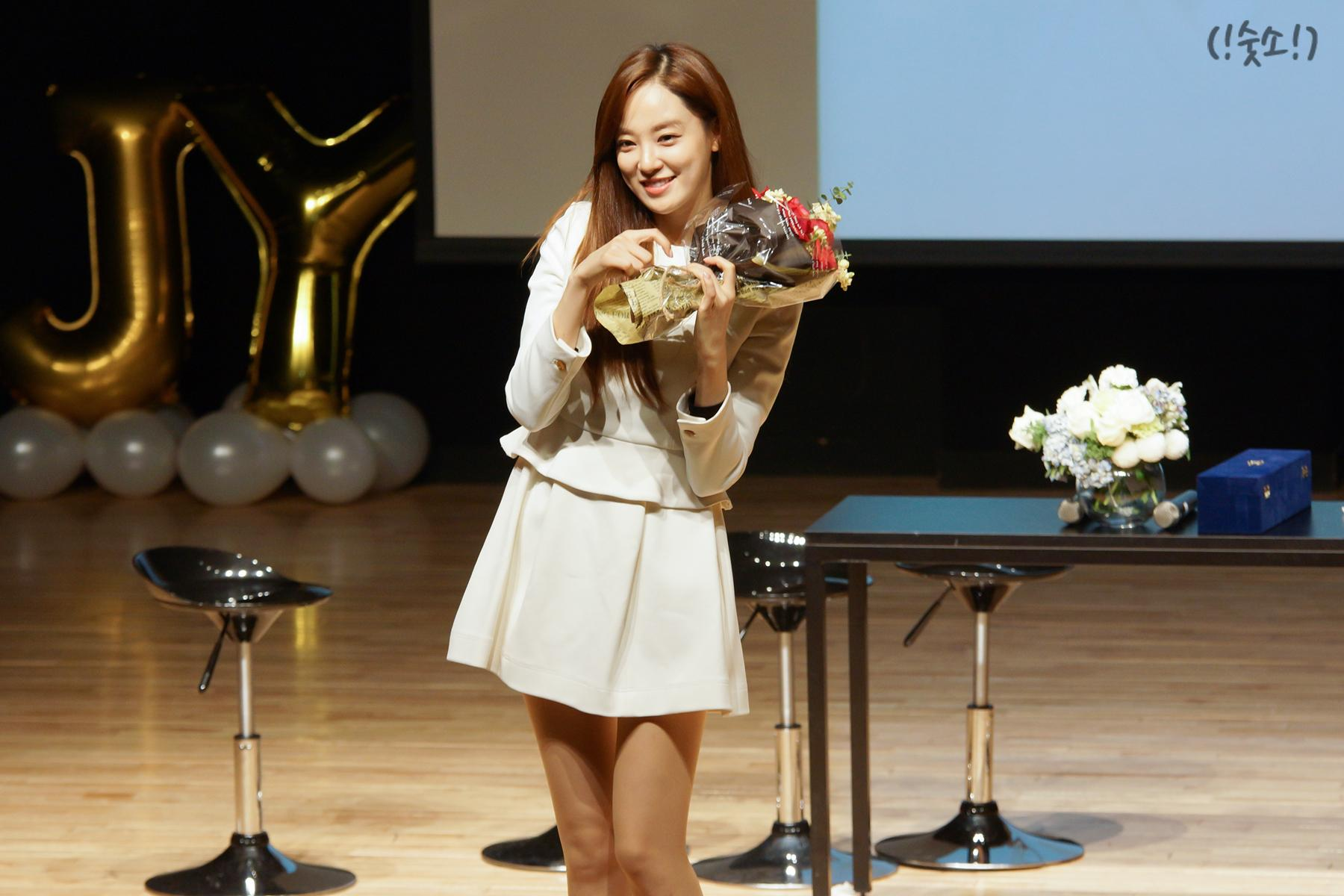
Джуён на встрече с фанатами, январь 2015 года

Джуён родилась 19 марта 1987 года в Сеуле, Южная Корея. Была единственным ребёнком в семье, владеет японским. Окончила женский Университет Конкук в феврале 2011 года. В 2006 году, в возрасте 19 лет снялась в видеоклипе Тони Ана «Yutzpracachia».
В то же время Джуён стала популярна в интернете в рамках движения «ольччан», где обсуждали людей с красивой внешностью без пластических операций. В 2007 году получила эпизодическую роль Азуми в сиквеле популярной романтической комедии «Моя подруга — репетитор» — «Моя подруга — репетитор 2». Впервые появилась на сцене в декабре 2008 года вместе с другими участницами After School на выступлении Сон Дам Би с синглом «Play Girlz» на SBS Song Festival.

### 2009—14: Дебют с After School и первые роли
Джуён дебютировала в составе After School в январе 2009 года с мини-альбомом New Schoolgirl, став вокалисткой и вижуалом группы. В 2010 году она получила роль в дораме «Улыбайся снова», а также стала участницей шоу «Непобедимая молодёжь». В 2011 году Джуён стала лидером специального саб-юнита After School Blue, и был выпущен сингл «Wonder Boy».
21 декабря 2014 года в СМИ появилась информация, что девушка находится в стадии переговоров о продлении контракта с Pledis Entertainment. 31 декабря стало известно, что Джуён отказалась продлевать контракт и покидает агентство, тем самым уходя из After School. Официально она выпустилась из группы лишь в июне 2015 года, закончив японский промоушен.

### 2015—настоящее время: Актёрская карьера
В январе 2015 года Джуён подписывает контракт с Better BNT на осуществление актёрской карьеры, тем самым завершив музыкальную. В том же году она появилась в фильме «Прости, я люблю тебя». С тех пор Джуён участвовала в ряде проектов, среди которых также был сериал «Такие разные невестки». В 2017 году с её участием вышел фильм «Король» и историческая дорама «Саимдан, дневник света».
В 2018 году контракт актрисы с Better BNT истекает, и она становится подопечной Mystic Entertainment. Под крылом нового агентства Джуён участвует в сериалах «Красавчик и Чжон Ым» и «Дьявольское очарование».

## Личная жизнь
В декабре 2013 года появилась информация о том, что Джуён состоит в отношениях с актёром Со Чжи Собом, однако сам Чжи Соб эти слухи опроверг.
В ноябре 2017 года корейские СМИ распространили слухи об отношениях Джуён с G-Dragon, участником южнокорейского бойбенда Big Bang. Представители артистов опровергли данную информацию, заявив, что они просто друзья. 1 января 2018 года новостной портал Dispatch опубликовал совместные фотографии Джуён и G-Dragon с отдыха на острове Чеджудо. Агентства никак не прокомментировали эту информацию, но, по слухам, пара состоит в отношениях ещё с ноября 2016 года. В мае 2019 года Джуён опубликовала в социальных сетях их совместное видео, и тем самым получила негативный отклик у публики, удалив публикации в тот же день. Mystic Entertainment в то же время заявило, что не может давать никаких комментариев касательно личной жизни своей подопечной.

## Фильмография
| Год       |   | Русское название                   | Оригинальное название           | Роль              |
| --------- | - | ---------------------------------- | ------------------------------- | ----------------- |
| 2007      | ф | Моя подруга — репетитор 2          | My Tutor Friend 2               | Азуми             |
| 2011—2011 | с | Улыбайся снова                     | Smile Again                     | Юн Сэ Ён          |
| 2012      | с | Гуру Саламандра и теневая операция | Salamander Guru and The Shadows | Ши Ра             |
| 2012      | с | Ответ в 1997                       | Reply 1997                      | Доктор Ли Джуён   |
| 2012      | с | Даосский маг Чон У Чхи             | Jeon Woo-Chi                    | Ы Ну              |
| 2013      | с | МонСтар                            | Monstar                         | А Ри              |
| 2013      | с | Ответ в 1994                       | Reply 1994                      | Доктор Ли Джуён   |
| 2014      | с | С чистого листа                    | A New Leaf                      | Ли Ми Ри          |
| 2014      | с | Король отелей                      | Hotel King                      | Чэ Вон            |
| 2015      | ф | Прости, я люблю тебя               | Sorry, I Love You, Thank You    | Чон Хе Ми         |
| 2016      | с | Бессмертная богиня                 | Immortal Goddess                | Су Чон            |
| 2016      | с | Сказка о красоте: Синдерия         | The Facetale: Shinderiya        | Син Де Ри         |
| 2016      | с | Фантастика                         | Fantastic                       | Со Хё             |
| 2016      | с | Антураж                            | Entourage                       | Ли Джуён          |
| 2017      | ф | Король                             | The King                        | Чэ Ми Рён         |
| 2017      | с | Саимдан, дневник света             | Saimdang, Memoir of Colors      | Принцесса Чон Сан |
| 2017      | с | Такие разные невестки              | All Kinds of Daughters-In-Law   | Хван Гём Быль     |
| 2018      | с | Красавчик и Чжон Ым                | The Undateables                 | Су Чжи            |
| 2018      | с | Дьявольское очарование             | Devilish Charm                  | Ли Ха Им          |